# Milorad Milatović
Milorad Milatović (srbsko Милорад Милатовић) - Mile, srbski politik, diplomat in general, * 20. junij 1911, † 21. avgust 1997.

## Življenjepis
Med vojno je bil na različnih partijsko-političnih položajih. Po vojni je bil med drugim pomočnik notranjega ministra Srbije, veleposlanik na Poljskem in v Kanadi ...